# Тумлін-Викень
Тумлін-Викень (пол. Tumlin-Wykień) — село в Польщі, у гміні Медзяна Ґура Келецького повіту Свентокшиського воєводства.
Населення — 1208 осіб (2011).
У 1975-1998 роках село належало до Келецького воєводства.

## Демографія
Демографічна структура на день 31 березня 2011 року:
|          | Загалом | Допрацездатний вік | Працездатний вік | Постпрацездатний вік |
| -------- | ------- | ------------------ | ---------------- | -------------------- |
| Чоловіки | 585     | 106                | 440              | 39                   |
| Жінки    | 623     | 112                | 392              | 119                  |
| Разом    | 1208    | 218                | 832              | 158                  |